# Søren Nils Eichberg
Søren Nils Eichberg (né le 23 juillet 1973 à Stuttgart) est un compositeur danois-allemand. Il est le premier compositeur-en-résidence dans l'histoire de l'Orchestre symphonique national du Danemark.
En 2001 lui a été décerné le premier prix du Concours musical international Reine Élisabeth de Belgique pour la composition.

## Biographie
Søren Nils Eichberg est né le 23 juillet 1973 à Stuttgart (Allemagne de l'Ouest). Il étudie le piano, la composition et la direction d'orchestre à Copenhague (Danemark), Cologne and Berlin. Il connaît son premier succès et se fait connaître en 2001 quand il gagne le Concours Reine Elisabeth pour compositeurs (Queen Elisabeth Competition for Composers) à Bruxelles en 2001. D'autres prix et honneurs suivent, notamment la bourse Tanglewood (Tanglewood fellowship, Boston - USA), la bourse de composition  allemande Konrad-Adenauer et l'allocation de composition de la Fondation Danoise des Arts (Danish Arts Foundation).
En 2010, il est nommé « compositeur en résidence » de l'orchestre symphonique national danois et devient le premier compositeur en résidence de l'histoire de cet orchestre. Cette coopération se termine environ 5 ans plus tard après plusieurs œuvres majeures créées et enregistrées. Son œuvre symphonique est sur la liste des prétendants au Prix des auteurs allemands de musique en 2017. Hilary Hahn enregistre sa composition Levitation pour son album Deutsche Grammophon In 27 Pieces: The Hilary Hahn Encores, qui gagne un Grammy Award en 2014.
La liste de ses œuvres comporte trois symphonies, des concertos, trois opéras, de la musique pour instruments solos et de la musique de chambre qui sont publiées par Universal Edition and Edition Wilhelm Hansen (MusicSales). Il collabore avec l'Ensemble Moderne (Ensemble Modern), le Mahler Chamber Orchestra et plusieurs orchestres radiophoniques d'Europe. 
Comme chef d'orchestre, Søren Nils Eichberg a travaillé avec la Nordwestdeutsche Philharmonie, le Hofer Symphoniker, le Preussisches Kammerorchester, le Berliner Symphoniker, le Solistenensemble Kaleidoskop, l'Österreichisches Ensemble für Neue Musik et les membres des orchestres philharmoniques de Munich et de Berlin. Il a été invité comme enseignant invité par la Guildhall School of Music and Drama, le Yaşar University et l'hdpk Berlin (SRH University of Popular Arts).

## Œuvres

### Orchestre ou ensemble
- 2001 Qilaatersorneq pour violon et orchestre
- 2001 Geistliche Dämmerung pour 11 instruments
- 2002  Pa'am pour chœur mixte, quatuor à cordes, piano et harpe
- 2002 Hærværk quasi un concertino per pianoforte e 10 strumenti
- 2002/4 Klavierkonzert
- 2005 Symphonie nº 1 pour grand orchestre
- 2006 Night Machine pour ensemble
- 2006 Cellokonzert
- 2010 Symphonie nº 2 pour grand orchestre

### Musique de chambre ou instrument soliste
- 2000 Two Aspects pour 2 pianos & 2 percussionnistes
- 2001 Quartettsatz pour quatuor à cordes
- 2001 Toccata pour 2 violons
- 2002 Scherben 19 Etudes-Postludes pour piano
- 2002 …and then she went to the sea… pour violon et piano
- 2003 @|/|7|7#35|5 (Antithesis) pour Multi-Percussion et électronique
- 2003 4 Stücke für Fagott und Klavier pour basson et piano
- 2003 Klaviertrio
- 2004 4 für Viola und Obertongesang
- 2005 Natsukusa-Ya pour violon, alto, violoncelle et piano
- 2005 Variationen über ein Thema von Niccolo Paganini pour violoncelle
- 2005 Cantus pour flûte à bec, saxophone et percussion
- 2010 In Circles - 16 Imaginary Dances for 18 Players. création: décembre 2011, Alte Oper Frankfurt am Main, Frankfurt am Main par le Ensemble Modern.
- 2011 Nofretete (Nefertiti), piano, commandé par le Klavierfieber 2011, inspiré par le buste du même nom, Neues Museum, Berlin, création : 22 juin 2011 Staatsbibliothek zu Berlin.

## Discographie
Søren Nils Eichberg enregistre pour le label discographique danois Dacapo Records.
Au sein de récitals
- Cantus dans Alpha - Bolette Roed, flûte à bec ; Peter Navarro-Alonso, saxophone ; David Hildebrandt, percussion (2005, Dacapo) (OCLC 228033822) — avec des œuvres d'Eblis Álvarez, Ib Nørholm, Bent Lorentzen et Svend Hvidtfelt Nielsen.
- Trio avec cor - Danish Horn Trio (mars 2010, Dacapo) (OCLC 727712147) — avec des œuvres de Poul Ruders et Pelle Gudmundsen-Holmgreen.
- Levitation dans The Hilary Hahn encores : in 27 pieces - Hilary Hahn, violon ; Cory Smythe, piano (2013, DG) (OCLC 898055068)

Monographies
- Symphonies nos 1 et 2 « Before heaven, before earth » - Orchestre symphonique danois, dir. Christoph Poppen (10-11 février 2011, Dacapo 8.226109) (OCLC 866818572)
- Symphonie no 3 ; Morpheus concerto pour orchestre* - Chœur et Orchestre symphonique danois, dir. Robert Spano et Joshua Weilerstein* (7 mars 2013/10-11 avril 2015, Dacapo Records 8.226144) (OCLC 1049937584)